# 1960-as Formula–1 francia nagydíj
Az 1960-as Formula–1-es világbajnokság hatodik futama a francia nagydíj volt.

## Futam
Három héttel a katasztrofális belga nagydíj után Rheimsben gyűlt össze a mezőny. Moss lábtörése miatt egy ideig a versenyeken nem tudott részt venni. Tony Brooks a BRP Cooperről egy Vanwall VW11-esre váltott, míg a Lotus Ron Flockharttal helyettesítette az előző futamon elhunyt Alan Stacey-t. Az edzések mindkét Scarab motorja tönkrement, így a két versenyzőjük nem tudott indulni a versenyen. Jack Brabham indult az első rajtkockából, amelyet 1,4 másodperc előnnyel szerzett meg Phil Hill Ferrarija előtt. Graham Hill a harmadik helyről indult, de BRM-jével nem tudott időben elindulni a rajtnál, ezért összeütközött Trintignant Cooperjével. Szintén összeütközött Brooks és Lucien Bianchi is. Az elsőségért P. Hill és Brabham harcolt, körönként többször váltották egymást az élen, amíg Hill ki nem esett az erőátvitel meghibásodása miatt. Hasonló hiba miatt esett ki a másik ferraris Wolfgang von Trips, valamint Mairesse. Irelandnek törött első felfüggesztése miatt kellett kiállnia. Dan Gurney és Jo Bonnier a BRM motorjának meghibásodása miatt esett ki. Ezek után Gendebien szerezte meg a második helyet a győztes Brabham mögött. Bruce McLaren harmadik, Henry Taylor negyedik helyének köszönhetően a Cooper autói értek célba az első négy helyen. Őket Jim Clark és Flockhart Lotusa követte az ötödik és hatodik helyen.
| Helyezés | Rsz. | Versenyző           | Csapat/Motor       | Futott körök | Idő/Kiesés oka   | Rajthely | Pontszám |
| -------- | ---- | ------------------- | ------------------ | ------------ | ---------------- | -------- | -------- |
| 1        | 16   | Jack Brabham        | Cooper-Climax      | 50           | 1:57'24,9        | 1        | 8        |
| 2        | 44   | Olivier Gendebien   | Cooper-Climax      | 50           | + 48,3           | 9        | 6        |
| 3        | 18   | Bruce McLaren       | Cooper-Climax      | 50           | + 51,9           | 7        | 4        |
| 4        | 46   | Henry Taylor        | Cooper-Climax      | 49           | + 1 kör          | 12       | 3        |
| 5        | 24   | Jim Clark           | Lotus-Climax       | 49           | + 1 kör          | 10       | 2        |
| 6        | 22   | Ron Flockhart       | Lotus-Climax       | 49           | + 1 kör          | 14       | 1        |
| 7        | 20   | Innes Ireland       | Lotus-Climax       | 43           | + 7 kör          | 4        |          |
| 8        | 48   | Bruce Halford       | Cooper-Climax      | 40           | Motorhiba        | 15       |          |
| 9        | 40   | Masten Gregory      | Cooper-Maserati    | 37           | + 13 kör         | 17       |          |
| 10       | 42   | Ian Burgess         | Cooper-Maserati    | 36           | + 14 kör         | 22       |          |
| 11       | 4    | Wolfgang von Trips  | Ferrari            | 30           | Váltó/erőátvitel | 5        |          |
| 12       | 2    | Phil Hill           | Ferrari            | 29           | Váltó/erőátvitel | 2        |          |
| Kiesett  | 8    | Jo Bonnier          | BRM                | 22           | Motorhiba        | 8        |          |
| Kiesett  | 36   | Lucien Bianchi      | Cooper-Climax      | 18           | Váltó/erőátvitel | 15       |          |
| Kiesett  | 10   | Dan Gurney          | BRM                | 17           | Motorhiba        | 6        |          |
| Kiesett  | 30   | Gino Munaron        | Cooper-Castellotti | 16           | Váltó/erőátvitel | 19       |          |
| Kiesett  | 6    | Willy Mairesse      | Ferrari            | 14           | Váltó/erőátvitel | 11       |          |
| Kiesett  | 14   | Tony Brooks         | Vanwall            | 7            | Vibráció         | 13       |          |
| Kiesett  | 12   | Graham Hill         | BRM                | 0            | Baleset          | 3        |          |
| Kiesett  | 38   | Maurice Trintignant | Cooper-Maserati    | 0            | Baleset          | 18       |          |
| NI       | 28   | Richie Ginther      | Scarab             |              | Motorhiba        | 20       |          |
| NI       | 34   | David Piper         | Lotus-Climax       |              | Motorhiba        | 21       |          |
| NI       | 26   | Chuck Daigh         | Scarab             |              | Motorhiba        | 23       |          |

### Statisztikák
Vezető helyen:
- Jack Brabham: 42 kör (1-3 / 5 / 7 / 9-10 / 12 / 14 / 18-50)
- Phil Hill: 8 kör (4 / 6 / 8 / 11 / 13 / 15-17)

Jack Brabham 2. mesterhármasa (3. pp, 3 lk, 5. gy)
- Cooper 11. győzelme.